# Michał Godlewski (inżynier)

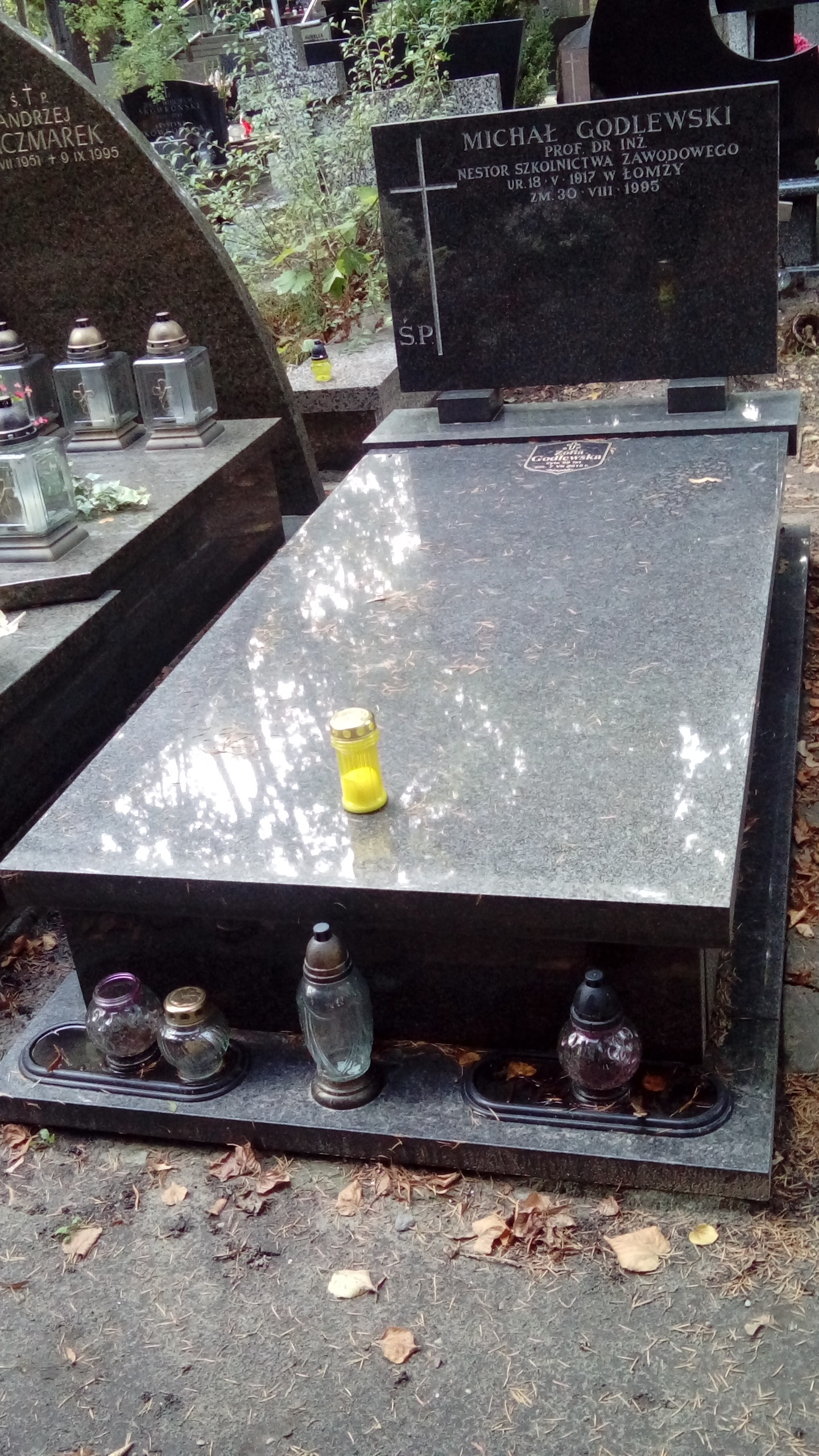
Grób Michała Godlewskiego na cmentarzu Wojskowym na Powązkach

Michał Godlewski (ur. 18 maja 1917 w Łomży, zm. 30 sierpnia 1995 w Warszawie) – polski inżynier mechanik, profesor Politechniki Warszawskiej.

## Życiorys
Syn Zenona i Zenaidy z Tonkaczewów. W 1934 ukończył Gimnazjum Miejskie im. Tadeusza Kościuszki w Łomży, a następnie wyjechał do Warszawy, gdzie rozpoczął studia na Wydziale Mechanicznym Politechniki Warszawskiej. Studia przerwał wybuch II wojny światowej, w październiku 1939 powrócił do Łomży i objął stanowisko kierownika technicznego w fabryce maszyn rolniczych. W grudniu 1942 obawiając się aresztowania wyjechał do Warszawy, kilka miesięcy później jego rodzice zostali rozstrzelani w Lesie Jeziorkowskim. Po zakończeniu wojny znalazł się w Łodzi, gdzie ukończył studia na tamtejszej politechnice uzyskując tytuł magistra inżyniera, a następnie pozostał na uczelni jako starszy asystent. Równocześnie powierzono mu stanowisko dyrektora Państwowego Gimnazjum i Liceum Mechanicznego w Pabianicach. Pracując na Politechnice Łódzkiej stworzył pionierską konstrukcję jedenastu aparatów do badania piasków formierskich, a także komplet aparatury do badania chemicznych mas formierskich oraz zaprojektował zestaw mebli do laboratorium odlewni. Egzemplarze prototypowe tych urządzeń były prezentowane na Targach Poznańskich w 1949. Prowadził badania nad kształceniem zawodowym w kraju i za granicą, na ich podstawie w 1965 przedstawił pracę doktorską, a następnie został kierownikiem Zakładu Pedagogiki Politechniki Warszawskiej. Wcześniej, bo od 1957, pełnił funkcję podsekretarza stanu w Ministerstwie Oświaty i Wychowania. W 1975 przeszedł na emeryturę, ale nadal pozostał aktywny w działalności społecznej. Za aktywność w warszawskim oddziale Towarzystwa Przyjaciół Ziemi Łomżyńskiej w 1974 otrzymał honorowe obywatelstwo miasta Łomży.
Pochowany na Cmentarzu Wojskowym na Powązkach (kwatera A/II (12/14)).